# Куїнтано
Куїнтано (італ. Quintano) — муніципалітет в Італії, у регіоні Ломбардія,  провінція Кремона.
Куїнтано розташоване на відстані близько 370 км на північний захід від Рима, 125 км на південь від Мілана, 90 км на південь від Кремони.
Населення — 947 осіб (2014).
Покровитель — Петро (апостол).

## Демографія
Населення за роками:

Станом на 1 січня 2023 року в муніципалітеті офіційно проживав 61 іноземець з 19 країн, серед них 26 громадян країн Євросоюзу та 3 громадяни України.

## Сусідні муніципалітети
- Капральба
- Казалетто-Вапріо
- П'єраніка
- Торліно-Вімеркаті
- Трескоре-Кремаско